# Камянски район
Камянски район (на украински: Кам'янський район) е район на Днепропетровска област, Украйна. Центърът на района е град Камянске. Населението на района е 423 433 души (1 януари 2022). 

## История
На 18 юли 2020 г., като част от административната реформа на Украйна, броят на районите на Днепропетровска област е намален на седем. Три предишни района – Верхнеднепровски, Криничански и Пятихатски, както и Камянска и Жолтиеводна община, и град Волногорск (който преди това е град с областно значение извън района) са обединени в Камянски район.

## Подразделения
След реформата от 2020 г. районът се състои от 12 громади.